# 중앙정보국

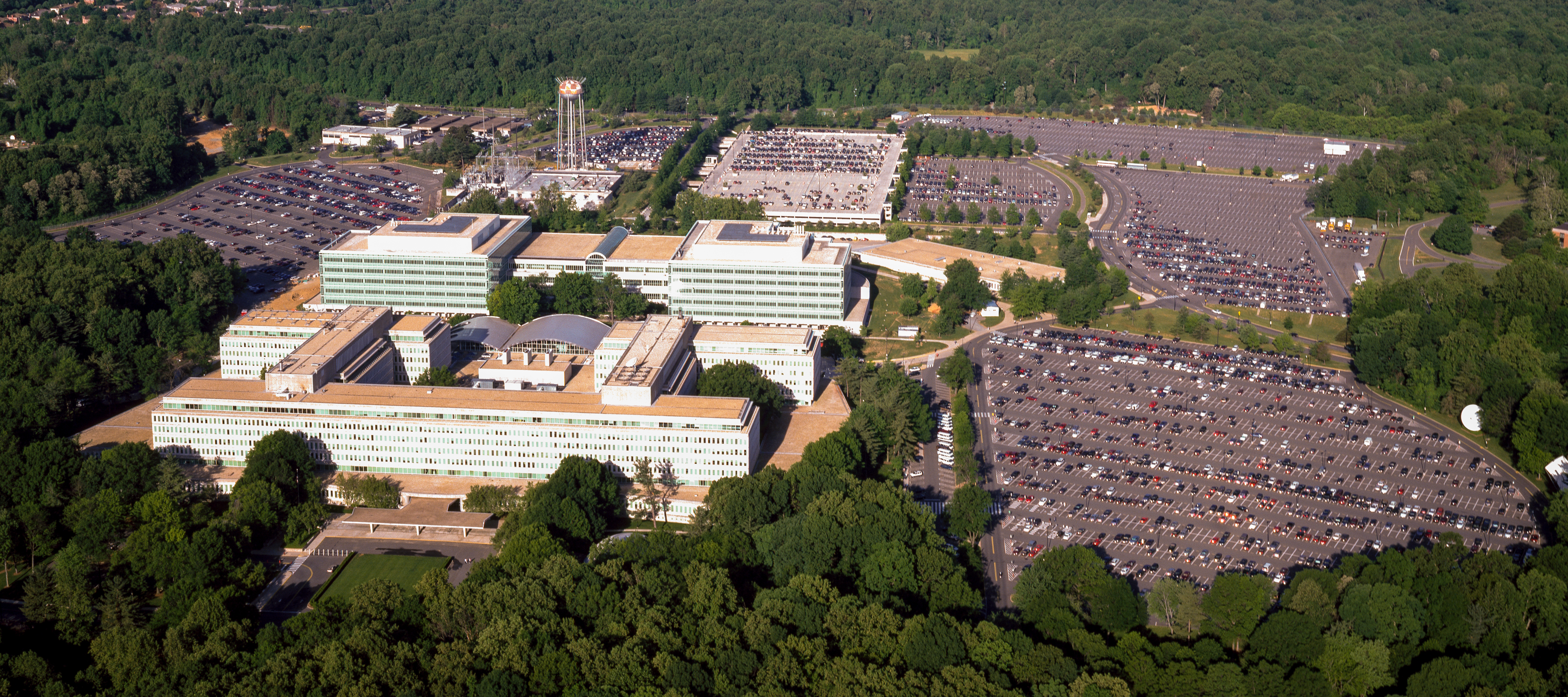
버지니아 랭리 CIA 본부의 항공사진

중앙정보국(中央情報局, 영어: Central Intelligence Agency, CIA)은 미국의 정보 부처 중 하나(정보기관)로서, 외국 정부, 기업, 사이버 공간 등과 개인에 대한 정보를 수집 및 분석하여 미국 정부의 여러 부처에 보고하는 임무를 가진다. 본부는 미국 버지니아주 랭글리에 위치하고 있다.
CIA는 정보관이나 공작관, 간첩 등을 통해 수집하는 HUMINT(공작원, 협조자 등 인적 네트워크를 통한 정보 수집)를 주로 다룬다. CIA는 2차 대전 때 활약한 OSS(Office of Strategic Service)를 모체로 1947년 만들어졌다. 예산은 1986년에는 28억 달러, 1994년엔 30억 달러였던 것으로 추정된다. CIA는 관리부, 첩보부, 공작부, 과학기술부 등 4개 부서로 구성돼 있다. 이중 첩보부가 가장 규모가 크다. 첩보부는 정보를 분석하고 생산해내는 역할을 한다. 공작부는 비밀 공작, 정보 수집, 방첩 등의 임무를 맡는 곳. 과학기술부는 세계에서 가장 빠른 정찰기였던 SR-71과 지금도 사용 중인 U-2 정찰기, 각종 정찰위성의 산파역이 돼왔다.

## 발자취
CIA는 제2차 세계 대전 당시 전략사무국(OSS)의 후신으로 1947년 해리 S. 트루먼 대통령이 창설하였다.

## 예산
최근까지 미국의 전체 정보기관 예산은 비밀이다. 예산을 알아보려는 많은 시도가 있었고 사고로 공개된 경우들도 있었다. 예를 들면, 전직 CIA 요원이자 2005년 DNI 부국장이 됐던 매리 마거릿 그레이엄은 1년의 정보기관 총예산이 440억 달러(44조원 정도)라고 말했다.

## 조직
전직 CIA 요원인 CNN 분석가 Robert Baer는 CIA 직원은 보통 3-4년 마다 거짓말 탐지기 검사를 받는다고 한다.
정보부서(Directorate of Intelligence)는 해외의 핵심이슈에 대한 모든 출처의 정보분석을 한다. 산하에는 4개의 지역분석 그룹, 6개의 초국가적 그룹, 2개의 지원 부서가 있다.

### 본부
CIA 국장은 장관급으로, 대통령이 지명하면, 상원이 인준해야 한다. 2인자 CIA 부국장은 내부 행정을 총괄한다. 국장은 주로 DNI, 백악관, 의회의 업무를 보고, 부국장이 내부를 실질적으로 총괄 지휘한다. 3인자 수석작전장교는 정치인이 아니라 정통 CIA 요원 중에서 가장 높은 직위로 승진한 사람이다. CIA 사무국의 국장이다.
CIA를 벤치마킹한 국정원은 장관급 원장 밑에 3명의 차장이 있고, 그 밑에 1국, 2국 등이 있어서 1급 공무원이 실국장을 맡고, 그 실국 아래에 2급 단장들이 있다.
반면에 CIA는 국장, 부국장, 수석의 3명이 있고, 6개의 국이 설치되어 있다.
2018년 3월, 트럼프 대통령은 공화당 소속 연방 하원의원 출신 마이크 폼페오 CIA 국장을 국무장관으로 임명하고, CIA 역사상 최초의 여성 부국장 지나 해스펠을 최초의 여성 CIA 국장으로 승진 발령냈다. 전세계 현장에서 비밀공작중인 CIA 스파이들을 총지휘하는 CIA 작전국 국장에서 부국장, 국장으로 승진했다.
- CIA 사무국(Executive Office)

최고위 3개 관료들이 속해 있는 부서로 모든 CIA의 수뇌부 역할을 한다. 미군과 CIA의 합작을 주도하는 것도 주요 임무 중 하나이다.
- - CIA 국장(The Director of the Central Intelligence Agency, D/CIA)
  - CIA 부국장(The Deputy Director, DD/CIA)
  - CIA 수석작전요원(The Chief Operating Officer, COO/CIA)

- CIA 디지털국(The Directorate of Digital Innovation)

가장 최근에 생긴 조직으로 2015년 5월경까지는 존재 사항 자체가 비밀이었다. CIA가 임무 수행에 있어서 더욱 효율적인 방향으로 발전하도록 혁신을 일으키고 그 속도를 가속시키는 부서이다. CIA 내에서 사이버전과 관련된 모든 업무를 총괄한다.
- CIA 분석국(The Directorate of Analysis)

정보국(Directorate of Intelligence)으로도 알려져 있으며, 미국의 정책 결정 방향과 국가 안보에 있어서 필요한 정보를 분석, 연구한다.
- - 지역 그룹
    - 중동, 북아프리카 그룹 (MENA)
    - 남아시아 그룹 (OSA)
    - 러시아 유럽 그룹 (OREA)
    - 동아시아, 태평양, 라틴아메리카, 아프리카 그룹 (APLAA)

  - 초국가적 그룹
    - 테러 분석 사무소(The Office of Terrorism Analysis)
    - ODNI와 국가대테러센터(NCTC)를 지원한다.
    - 초국가적 이슈 사무소(The Office of Transnational Issues)
    - 미국의 국가안보에 대한 긴급한 위협을 다룬다. 고위 정책결정자나 법집행기관을 지원한다.
    - CIA 범죄 마약 담당센터(The CIA Crime and Narcotics Center)
    - CIA 내에서 분석한 관련 정보를 FBI나 DEA, ATF와 같은 국내법집행기관에 보고서로 보낸다.
    - 무기 정보, 핵 확산 방지, 무기 통제 센터(The Weapons Intelligence, Nonproliferation, and Arms Control Center)

이름 그대로의 역할을 수행한다. 미 국방부 산하의 국방 위협 축소기관(DTRA)과 협업한다.
- -     - 방첩 분석센터(The Counterintelligence Center Analysis Group)

외국 정보 기관의 동향 정보를 분석한다. FBI 내의 방첩 부서와 협업을 담당한다.
- -     - 정보 작전 분석센터(The Information Operations Center Analysis Group)

미국 컴퓨터 시스템에 대한 위협을 다룬다. DNI를 지원한다. 미 국방부, 미 국토안보부와 협업한다.
- - 공공 부문, 지원 담당 부서
    - 전략 수집 분석 사무소(The Office of Collection Strategies and Analysis)
    - 정책 지원 사무소(The Office of Policy Support )

- CIA 작전국(The Directorate of Operations)

국가 비밀 공작국(National Clandestine Service), 계획국(Directorate of Plans)으로도 알려져 있으며, 기밀 유지를 위해서 명칭은 수시로 변경된다. 공작국을 담당하는 부국장 두 명의 신분도 다른 부서와 달리 공개하지 않는다. 이름 그대로 CIA 내에서의 모든 위험한 작전, 즉 흑색 작전을 총괄하는 부서이다. 물론 필요에 따라 백색 요원도 투입한다. CIA 내에서 가장 적은 규모이며 산하에 각종 군사 활동, 정치 공작, 비밀 작전을 담당하는 특수 활동 조직인 CIA SAD를 거느리고 있다.
- - CIA 특수활동 부서(CIA Special Activities Division)
  - 대량살상무기 확산방지 부서(Counterproliferation Division)
  - 대테러 센터(Counterterrorism Center)
  - 방첩 센터(Counterintelligence Center)
  - 기술지원 부서(Technology Support Divisions)
  - 지역 · 다국적 문제 담당 부서 (Regional & Transnational Issues Divisions)
  - 집단인간정보 조정 센터(Community HUMINT Coordination Center)
- CIA 지원국(The Directorate of Support)
  - 보안 사무소(The Office of Security)
  - 통신 사무소(The Office of Communications)
  - 기술 정보 사무소(The Office of Information Technology)
- CIA 과학기술국(The Directorate of Science and Technology)

- 기타 조직들
  - 출판물 관련 부서(The office of General Publications)
  - 의회(General Counsel)
  - 감사, 인사 총괄 부서(The office of Inspector General)
  - 대외 공공사무 부서(The office of Public Affairs)
  - 인재 발굴 부서(Talent Acquisition): 신입 채용, 특채를 총괄

### 지역 그룹
- 중동, 북아프리카 그룹 (MENA)
- 남아시아 그룹 (OSA)
- 러시아 유럽 그룹 (OREA)
- 동아시아, 태평양, 라틴아메리카, 아프리카 그룹 (APLAA)

### 초국가적 그룹
- 테러 분석 사무소[5]: DNI에 설치된 국가대테러센터를 지원한다.
- 초국가적 이슈 사무소[6]: 미국의 국가안보에 대한 긴급한 위협을 다룬다. 고위 정책결정자나 법집행기관을 지원한다.
- CIA 범죄 마약 센터[7]: FBI나 기타 법집행기관에 보고서를 보낸다.
- 무기 정보, 핵 확산 방지, 무기 통제 센터[8]
- 방첩센터[9]: 외국 정보기관의 동향을 감시한다.
- 정보 작전 센터[10]: 미국 컴퓨터 시스템에 대한 위협을 다룬다. DNI를 지원한다.

### 지원부서
- 작전 분석 수집 사무실
- 정책 지원 사무실

## 수뇌부
2019년 9월 현재 수뇌부는 다음과 같다.
- 국장 / Director of the Central Intelligence Agency(D/CIA) - 지나 해스펠(Gina Haspel)
- 부국장 / Deputy Director of the Central Intelligence Agency(DD/CIA) - 버건 F. 비숍(Vaughn F. Bishop)
- 수석작전요원 / Chief Operating Officer of the Central Intelligence Agency (COO) - 앤드류 (앤디) 마크리디스(Andrew (Andy) Makridis)
- 부국장(분석) / Deputy Director of CIA for Analysis
- 부국장(작전) / Deputy Director of CIA for Operations
- 부국장(작전-집단 휴민트) /Deputy Director of the NCS for Community HUMINT
- 부국장(과학기술) / Deputy Director of CIA for Science & Technology
- 부국장(지원) / Deputy Director of CIA for Support
- 부국장(디지털혁신) / Deputy Director of CIA for Digital Innovation
- 부국장보(양성) / Associate Director of CIA for Talent
- 정보연구센터장 / Director of the Center for the Study of Intelligence
- 공보실장 / Director of Public Affairs - 브리트니 브라멜(Brittany Bramell)
- 법무실장 / General Counsel - 코트니 시몬스 엘우드(Courtney Simmons Elwood)
- 감사실장 / Inspector General - 크리스토퍼 R. 샤플리(Christopher R. Sharpley)
- 인재발굴부서장 / the Chief of Talent Acquisition - 셰론다 도르시(Sheronda Dorsey)

## CIA 한국지부장
1946년 2월 13일 CIC의 서울지부가 설치된 뒤 CIA 서울지부를 거쳐 CIA 한국지부로 명칭이 변경되었다. 미국 대사관에 CIA 한국 지부가 있다.
도널드 그레그 전 주한 미국 대사는 1970년대 CIA 한국지부장을 지낼 당시 김대중 납치 사건에서 김대중을 살리는 데 중요한 역할을 했다고 알려져 있다. 또한 최종길 고문 치사 사건에 대해 대한민국 정부에 경고하여 당시 대한민국 중앙정보부장 이후락 등 중정 직원들을 파면, 경질시켰다.
2005년 9월 한국계 한성옥(미국명 세린 워넬)씨가 CIA 한국지부장으로 임명되었다. CIA 지부장에 한국계는 물론 여성이 부임하기는 이번이 처음이다.

## 장비
- RQ-170 무인 항공기
- RQ-180 무인 항공기(엔진 수, 재질등 제원 기밀, 날개 길이 130피트(39.62ｍ) 이상 추정, 공중급유 능력 보유, 체공시간 무제한, 공격 능력 갖춤)

## 고문 논란
CIA는 국외에 비밀 수감시설을 건설해 이곳에 수감자들을 불법으로 감금하고 가혹한 방식으로 심문했다.

미 중앙정보국은 이들 수감자들에게 '워터보팅'이라 불리는 물고문을 자행했다.
미 CIA 헤이든 국장은 상원정보위에서 '사람을 널빤지에 묶고 얼굴에 젖은 수건을 씌운 다음 물을 붓는 고문'인 워터보딩(waterboarding)방식을 사용했다고 밝혔다.
미 중앙정보국(CIA)이 동구권에 비밀수용소를 두고 테러용의자들을 억류하는 등 비인권적 사례들이 계속 드러나자 미 의회는 '포로고문 금지법안'을 통과시켰다. 조지 부시 대통령은 이에 대해 "우리는 고문을 하지 않는다"며 거부 입장을 밝혔다.
한편 미 상원은 미 중앙정보국(CIA)이 자행한 고문 실태를 조사한 CIA의 고문에 관한 미국 상원 정보위원회 보고서를 작성했고 이를 부분 공개키로 했다.

## CIA 고문 보고서
미 상원 정보위가 12월 9일 공개한 조지 W. 부시 행정부 시절 CIA의 해외 비밀감옥 고문 실태 보고서에서 CIA가 비밀감옥인 ‘블랙 사이트(black site)’에서 자행한 고문은 알려진 것보다 더 잔인했고, 미국의 안보에 도움이 되지 않아 효과도 없는 심문기법이었다고 상원 정보위원회가 결론을 내렸다. 6700쪽 분량의 기밀문서를 요약한 500장 분량의 이 보고서는 2001년 9·11테러 후 자행된 고문에 대한 첫 공개 보고서로 고문이 알려진 것보다 훨씬 더 가혹했음을 보여줬다. 고문 기술 중에는 작은 상자에 가두기, 오래 재우지 않기, 물고문, 폭행, 용의자 가족의 신변 위협과 성폭행 위협 등도 있었다.

## 같이 보기
- 중앙정보국장
- 에드워드 스노든
- 국가안보국(NSA)
- 특별수집서비스(en:Special Collection Service, SCS)

## 참고 자료
- Lindsay Moran, Blowing My Cover: My Life as a CIA Spy (Berkley Books, 2005) ISBN 0425205622
- Christopher Andrew, For the President's Eyes Only (HarperCollins, 1996) ISBN 0006380719
- Robert Baer, See No Evil: The True Story of a Ground Soldier in the CIA's War on Terrorism (Three Rivers Press, 2003) ISBN 140004684X
- Robert Baer, Sleeping with the Devil: How Washington Sold Our Soul for Saudi Crude (Crown, 2003) ISBN 1400050219
- Antonio J. Mendez, Master of Disguise: My Secret Life in the CIA (William Morrow and Company, Inc, 1999) ISBN 0060957913
- Milton Bearden and James Risen, The Main Enemy: The Inside Story of the CIA's Final Showdown With the KGB, (Random House, 2003) ISBN 067946309
- William Blum, Killing Hope: U.S. Military and CIA Interventions Since World War II (Common Courage Press, 2003) ISBN 1567512526
- Noam Chomsky, Hegemony or Survival (Henry Holt & Co., 2003) ISBN 0805076883, also Deterring Democracy, also 9/11
- Loch K. Johnson, America's Secret Power: The CIA in a Democratic Society (Oxford University Press, 1991)
- Ronald Kessler, Inside the CIA (1992, Pocket Books reissue 1994) ISBN 067173458X
- L. Fletcher Prouty, Secret Team: The CIA and Its Allies in Control of the United States and the World, Prentice Hall; (April 1973), ISBN 0137981732
- W. Thomas Smith, Jr., Encyclopedia of the Central Intelligence Agency (Facts on File, 2003) ISBN 0816046670
- Frances Stonor Saunders, The Cultural Cold War: The CIA and the World of Arts and Letters (New Press, 1999) ISBN 1565846648 (aka, Who Paid the Piper?: CIA and the Cultural Cold War 1999 Granta [UK edition])
- Bob Woodward, Veil, (Pocket Books, 1988) ISBN 0-671-66159-0
- H. Bradford Westerfield, ed., Inside CIA's Private World: Declassified Articles from the Agency's Internal Journal, 1955-1992 (Yale University Press, 1997) ISBN 0300072643

### 기타
- Web page on CIA crimes
- Book excerpt from a leading whistleblower (Philip Agee)
- CIA information at Rotten.com
- The Cultural Cold War by Nathaniel Catchpole
- Cop vs. CIA  (From the Wilderness)
- In-Q-Tel official site
- Killing Hope by William Blum
- On alleged CIA drug-smuggling
- "Outsourcing Intelligence"
- Video: "Meet the first President of the World Psychiatric Association" - Free Press international 3.18.2005
- National Security Archives